# آتاترک اوتو سانایی (متروی استانبول)
آتاترک اوتو سانایی (انگلیسی: Atatürk Oto Sanayi) یکی از ایستگاه‌های خط ام۲، متروی استانبول است.
این ایستگاه که در منطقه ماسلاک در خیابان بویوکدره قرار دارد در سال ۲۰۰۹ تأسیس شده‌است.